# Tomás Martín Etcheverry
Tomás Martín Etcheverry, né le 18 juillet 1999 à La Plata, est un joueur de tennis argentin, professionnel depuis 2017.

## Carrière
Tomás Martín Etcheverry a atteint le 12e rang mondial en junior en janvier 2017. Il a remporté deux titres en Grade 1 en 2016 à la Copa Barranquilla et à l'Asuncion Bowl. Vainqueur de cinq tournois ITF entre 2018 et 2019, il se distingue sur le circuit Challenger à partir de l'été 2021 en s'imposant à Pérouse puis Trieste après quatre échecs en demi-finales. Il continue sa progression sur le circuit secondaire en 2022 avec un titre à Concepción puis une finale à Mexico qui marque son entrée dans le top 100. Il fait quelques incursions sur le circuit ATP avec pour principaux résultats une qualification pour l'Open d'Australie et une victoire sur Aslan Karatsev à Tel Aviv.

### 2023: quart de finale à Roland-Garros
En mars 2023, il se qualifie pour sa première finale sur le circuit ATP à l'Open du Chili après une victoire contre son compatriote Sebastián Báez. Il s'incline face au Chilien Nicolás Jarry.
En avril, il dispute la deuxième finale de sa carrière à Houston, après les victoires acquises contre son compatriote Juan Manuel Cerúndolo (6-3, 6-4), l'Australien Max Purcell (7-6, 6-1), le Chilien Cristian Garín (6-1, 6-7, 6-3) et le surprenant qualifié Yannick Hanfmann (6-3, 6-4) en demi-finale. Néanmoins comme à Santiago, il est battu en finale, par la tête de série no 1 Frances Tiafoe (6-7, 6-7).
À Roland-Garros, pour sa seconde participation au tournoi, il atteint les quarts de finale en éliminant au premier tour le Britannique Jack Draper (6-4, 1-0 ab.), puis successivement l'Australien Alex de Minaur (6-3, 7-62, 6-3), le Croate Borna Ćorić (6-3, 7-65, 6-2) et le Japonais Yoshihito Nishioka (7-68, 6-0, 6-1), respectivement têtes de série no 18, 15 et 27, sans perdre une manche. Il s'incline face à l'Allemand Alexander Zverev après quatre sets très disputés (4-6, 6-3, 3-6, 4-6) en 3 h 22 min.

### 2024: demi-finale à Barcelone, finale à Lyon
Il parvient fin avril en demi-finale du tournoi de Barcelone après des victoires sur le Dominicain Nick Hardt (7-5, 6-2), l'Américain Brandon Nakashima, tombeur du huitième mondial Andrey Rublev au match précédent (3-6, 7-6, 6-4) et le Britannique Cameron Norrie en deux tie-breaks. Il est éliminé aux portes de la finale par le double finaliste de Roland Garros, Casper Ruud, sixième joueur au classement ATP (6-7, 4-6). Mal embarqué à Lyon, fin mai, il renverse le 261e mondial Nikolas Sanchez Izquierdo (1-6, 6-2, 6-2), profite de l'abandon du Brésilien Thiago Seyboth Wild (7-5, 3-0 ab.) et sort l'Allemand Dominik Köpfer (6-4, 6-1) pour disputer les demi-finale. Il ne concède qu'un seul jeu de plus contre Luciano Darderi, vainqueur du tournoi de Cordoba plus tôt dans l'année (6-2, 6-4) et joue ainsi sa troisième finale en carrière, la première de la saison contre un novice, le jeune local Giovanni Mpetshi Perricard contre qui il concède une défaite serrée (4-6, 6-1, 6-7).

### 2025: demi-finale à Hambourg
Il performe de nouveau durant le printemps, se jouant de ses compatriotes Francisco Comesaña (7-6, 6-3) et Camilo Ugo Carabelli (6-4, 6-4), écartant aussi le Tchèque Jiří Lehečka (7-5, 6-3) à Hambourg. Bien embarqué contre l'Italien Flavio Cobolli vainqueur à Bucarest, il est renversé par son adversaire (6-2, 5-7, 4-6) en demi-finale du tournoi.

## Palmarès

### Finales en simple
| No | Date       | Nom et lieu du tournoi                                         | Catégorie | Dotation  | Surface      | Vainqueur            | Score           |          |
| -- | ---------- | -------------------------------------------------------------- | --------- | --------- | ------------ | -------------------- | --------------- | -------- |
| 1  | 27-02-2023 | Movistar Chile Open, Santiago                                  | ATP 250   | 642 735 $ | Terre (ext.) | Nicolás Jarry        | 65-7, 7-65, 6-2 | Parcours |
| 2  | 03-04-2023 | Fayez Sarofirm & Co. US Men's Clay Court Championship, Houston | ATP 250   | 642 735 $ | Terre (ext.) | Frances Tiafoe       | 7-61, 7-66      | Parcours |
| 3  | 19-05-2024 | Open Parc Auvergne-Rhône-Alpes Lyon, Lyon                      | ATP 250   | 579 320 € | Terre (ext.) | G. Mpetshi Perricard | 6-4, 1-6, 7-67  | Parcours |

## Parcours dans les tournois duGrand Chelem

### En simple
| Année | Open d'Australie | Open d'Australie | Internationaux de France | Internationaux de France | Wimbledon       | Wimbledon             | US Open         | US Open            |
| ----- | ---------------- | ---------------- | ------------------------ | ------------------------ | --------------- | --------------------- | --------------- | ------------------ |
| 2022  | 1er tour (1/64)  | P. Carreño Busta | 1er tour (1/64)          | M. Kecmanović            | 1er tour (1/64) | Ugo Humbert           | 1er tour (1/64) | Hugo Grenier       |
| 2023  | 2e tour (1/32)   | Jannik Sinner    | 1/4 de finale            | Alexander Zverev         | 2e tour (1/32)  | Stanislas Wawrinka    | 2e tour (1/32)  | Stanislas Wawrinka |
| 2024  | 3e tour (1/16)   | Novak Djokovic   | 3e tour (1/16)           | Casper Ruud              | 2e tour (1/32)  | Alexei Popyrin        | 3e tour (1/16)  | Alexander Zverev   |
| 2025  | 2e tour (1/32)   | Marcos Giron     | 1er tour (1/64)          | Stéfanos Tsitsipás       | 1er tour (1/64) | Jack Pinnington Jones |                 |                    |

N.B. : à droite du résultat se trouve le nom de l'ultime adversaire.

### En double messieurs
| Année | Open d'Australie                                                                              | Open d'Australie                                                                   | Internationaux de France                                                      | Internationaux de France                                                                | Wimbledon                                                                                     | Wimbledon                                                                               | US Open | US Open |
| ----- | --------------------------------------------------------------------------------------------- | ---------------------------------------------------------------------------------- | ----------------------------------------------------------------------------- | --------------------------------------------------------------------------------------- | --------------------------------------------------------------------------------------------- | --------------------------------------------------------------------------------------- | ------- | ------- |
| 2022  | —                                                                                             | —                                                                                  | —                                                                             | —                                                                                       | 1er tour (1/32) F. Cerúndolo \|\| style="text-align:left;" \| Nicolas Mahut É. Roger-Vasselin | 1er tour (1/32) S. Báez \|\| style="text-align:left;" \| A. Nedovyesov A.-U.-H. Qureshi |         |         |
| 2023  | 1er tour (1/32) F. Cerúndolo \|\| style="text-align:left;" \| J. Lehečka A. Molčan            | 1er tour (1/32) G. Andreozzi \|\| style="text-align:left;" \| J. S. Cabal R. Farah | 1er tour (1/32) G. Durán \|\| style="text-align:left;" \| R. Bopanna M. Ebden | 1er tour (1/32) G. Durán \|\| style="text-align:left;" \| N. Lammons J. Withrow         |                                                                                               |                                                                                         |         |         |
| 2024  | 1er tour (1/32) F. Cerúndolo \|\| style="text-align:left;" \| Nicolas Mahut É. Roger-Vasselin | —                                                                                  | —                                                                             | —                                                                                       | —                                                                                             | —                                                                                       | —       |         |
| 2025  | 1er tour (1/32) F. Cerúndolo \|\| style="text-align:left;" \| Julian Cash Lloyd Glasspool     | —                                                                                  | —                                                                             | 1er tour (1/32) C. Ugo Carabelli \|\| style="text-align:left;" \| H. Jebens A. Olivetti |                                                                                               |                                                                                         |         |         |

N.B. : le nom du partenaire se trouve sous le résultat ; les noms des ultimes adversaires se trouvent à droite.

## Parcours dans lesMasters 1000
| Année | Indian Wells       | Miami                | Monte-Carlo           | Madrid                | Rome                | Canada               | Cincinnati             | Shanghai          | Paris               |
| ----- | ------------------ | -------------------- | --------------------- | --------------------- | ------------------- | -------------------- | ---------------------- | ----------------- | ------------------- |
| 2023  | 1er tour A. Murray | 2e tour K. Khachanov | —                     | 2e tour F. Tiafoe     | 2e tour N. Djokovic | 1er tour S. Korda    | 1er tour A. Davidovich | 2e tour Z. Zhang  | 2e tour N. Djokovic |
| 2024  | —                  | 2e tour A. Murray    | 2e tour S. Tsitsipás  | 2e tour D. Shapovalov | 3e tour H. Hurkacz  | 2e tour A. Rublev    | 2e tour B. Shelton     | 3e tour J. Sinner | 2e tour G. Dimitrov |
| 2025  | 1er tour J. Menšík | 1er tour G. Diallo   | 2e tour A. Davidovich | 2e tour L. Musetti    | 1er tour L. Djere   | 3e tour F. Cerúndolo | 2e tour F. Auger       |                   |                     |

N.B. : sous le résultat se trouve le nom de l’ultime adversaire.

## Parcours auxJeux olympiques

### En simple messieurs
| # | Date       | Nom de l'olympiade         | Surface             | Résultat       | Ultimes adversaire | Score     |          |
| - | ---------- | -------------------------- | ------------------- | -------------- | ------------------ | --------- | -------- |
| 1 | 27/07/2024 | Olympic Tennis Event Paris | Terre battue (ext.) | 2e tour (1/16) | Roman Safiullin    | 6-0, 7-61 | Parcours |

### En double messieurs
| # | Date       | Nom de l'olympiade         | Surface             | Résultat        | Partenaire     | Ultimes adversaires           | Score      |          |
| - | ---------- | -------------------------- | ------------------- | --------------- | -------------- | ----------------------------- | ---------- | -------- |
| 1 | 27/07/2024 | Olympic Tennis Event Paris | Terre battue (ext.) | 1er tour (1/16) | Mariano Navone | Robin Haase Jean-Julien Rojer | 7-63, 7-64 | Parcours |

## Classements ATP en fin de saison
| Année          | 2016 | 2017 | 2018 | 2019 | 2020 | 2021 | 2022 | 2023 | 2024 |
| Rang en simple | 1769 | 1017 | 496  | 382  | 257  | 129  | 79   | 30   | 39   |
| Rang en double | –    | –    | 614  | 476  | 352  | 263  | 241  | 589  | 207  |

Source : (en) Classements de Tomás Martín Etcheverry sur le site officiel de la Fédération internationale de tennis